# Chảo rán

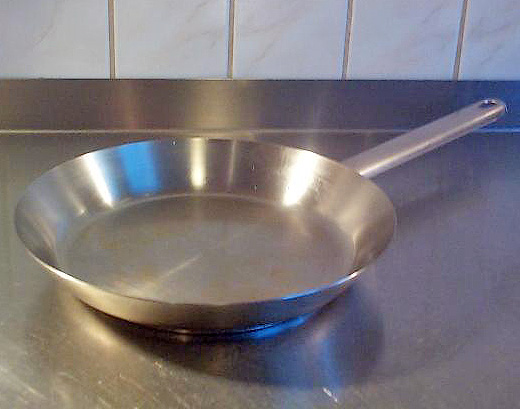
Một chảo rán làm từ thép không gỉ.

Chảo rán hoặc chảo chiên là một chảo có đáy bằng phẳng dùng để rán/chiên, nướng thức ăn. Thông thường có đường kính từ 200 đến 300 mm với hai mặt bên tương đối thấp nghiêng ra ngoài, tay cầm dài và không có nắp. Các chảo lớn hơn có thể có một cái tay nắm nhỏ đối diện tay cầm chính. Một cái chảo có kích thước tương tự, nhưng với các cạnh thẳng vuông góc với chảo và thường có nắp, được gọi là chảo xào. Mặc dù một chảo xào có thể được sử dụng như một chảo rán/chiên, nó được thiết kế cho các phương pháp nấu ăn có nhiệt độ thấp hơn, đó là áp chảo. Ngoài ra, những người Hoa thành thục kỹ năng xóc chảo điêu luyện khi xào trên chảo.

## Lịch sử

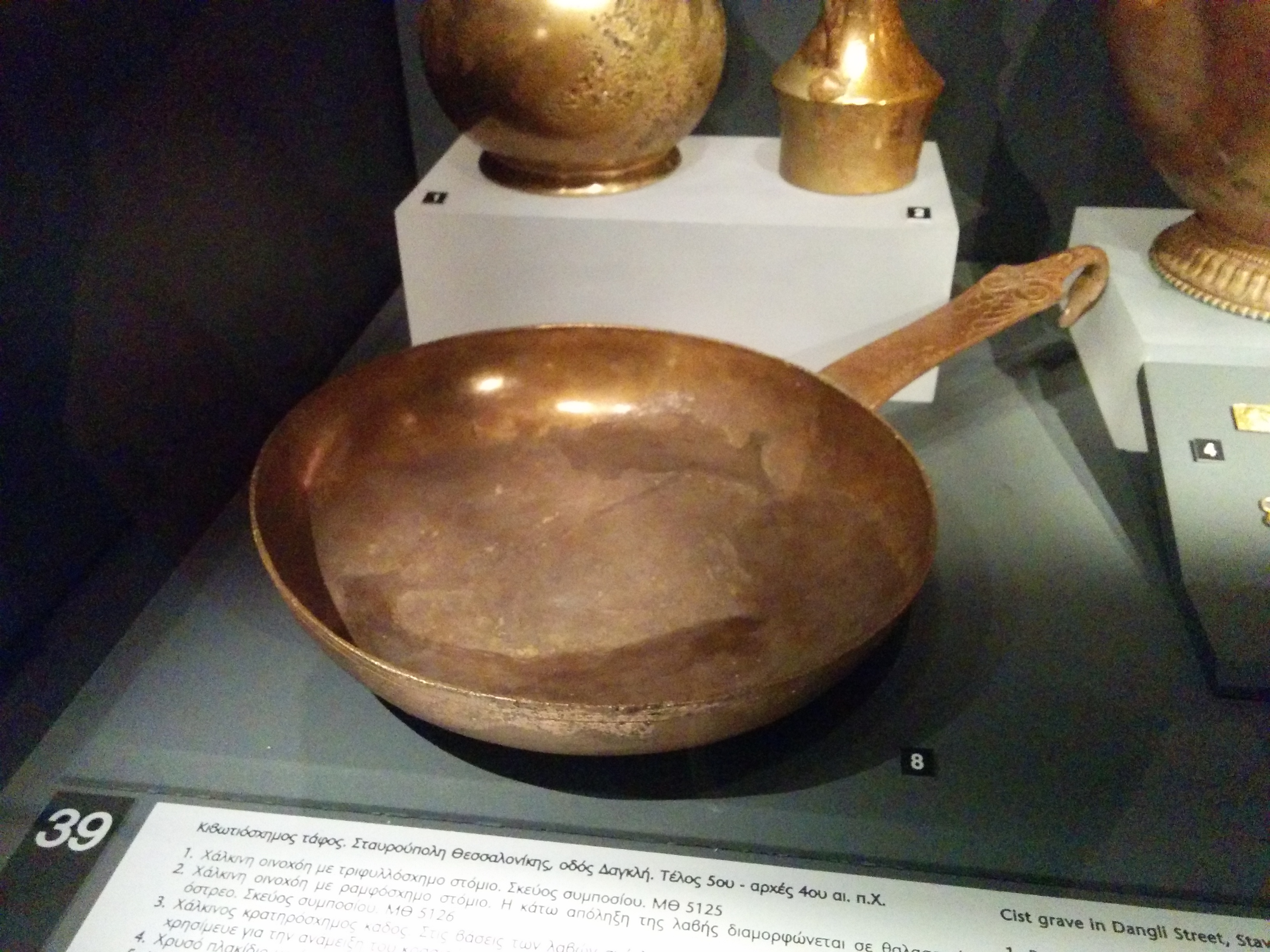
Chảo đồng có niên đại từ cuối thế kỷ thứ 5 đến đầu thế kỷ thứ 4 trước Công nguyên, Bảo tàng Khảo cổ học Thessaloniki. Tay cầm được trang trí bằng các hình khắc hoa và kết thúc bằng hình đầu ngỗng.

Chảo đồng được sử dụng ở Lưỡng Hà cổ đại. Chảo chiên cũng được có ở Hy Lạp cổ đại, chúng được gọi là tagēnon (tiếng Hy Lạp: τάγηνον) và Rome, nơi chúng được gọi là patella hoặc sartago. Từ "pan" là từ tiếng Anh của chảo, bắt nguồn từ tiếng Anh cổ panna. Trước kia, chảo bằng gang thường được sử dụng gọi là 'con nhện' có một tay cầm và ba chân được dùng để dựng đứng trên ngọn lửa. Nồi và chảo không có chân, người ta bắt đầu dùng đáy chảo phẳng khi bếp nấu ăn sử dụng rộng rãi; giai đoạn này vào cuối thế kỷ 19.

## Các loại chảo
Một chiếc chảo đa năng kết hợp của cả chảo áp chảo và chảo rán có mặt dốc cao hơn, thường hơi cong. Chảo này được gọi là chảo xào. Hầu hết các nhà bếp chuyên nghiệp đều có loại chảo này với các kích cỡ khác nhau.
"Rappie pan" là chảo dùng để làm bánh rappie, một món khoai tây của người Acadian. Chảo được làm từ nhôm hoặc thép không gỉ.

## Chất liệu

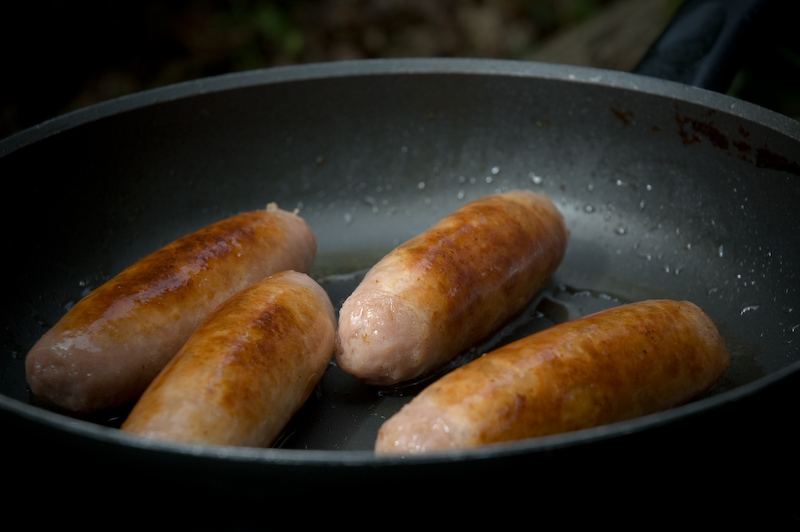
Xúc xích được áp chảo trên chảo

Bình thường, chảo rán được làm bằng gang, thép cacbon hoặc đồng có lót thiếc, vì các chất lượng và đặc tính khác nhau của chúng. Chảo đồng có tính dẫn nhiệt cao nên rất hữu ích để áp chảo đều. Tuy nhiên, chúng cũng dễ phản ứng với hầu hết các loại thực phẩm, vì vậy ngày nay một số lượng lớn chảo đồng được bán với một lớp lót thiếc có thể được thay thế khi nó bị mòn. Gang cũng có thể làm chảo vì mặc dù chúng không dẫn nhiệt đều, nhưng chúng giữ nhiệt khá tốt, rất hữu ích cho các loại thịt và rau củ bị héo. Dụng cụ nấu ăn bằng thép carbon được sử dụng vì theo thời gian, nó có thể tạo ra lớp gỉ cao chống dính của dầu polyme hóa được gọi là gia vị hữu ích để nấu các chất đạm dễ bị dính, chẳng hạn như cá và trứng. Trong khi tất cả các vật liệu này vẫn thường được các nhà bếp chuyên nghiệp sử dụng, nhiều vật liệu hiện đại đã thay thế chúng trên thị trường tiêu dùng. Ngày nay, hầu hết các chảo rán hiện nay đều được làm từ kim loại như nhôm hoặc thép không gỉ. Vật liệu và phương pháp xây dựng được sử dụng trong chảo chiên hiện đại rất khác nhau và một số vật liệu điển hình bao gồm:
- Nhôm hoặc nhôm anot hóa
- Gang thép
- Đồng
- Thép không gỉ
- Ốp thép không gỉ với lõi nhôm hoặc đồng

Đôi khi, một lớp phủ được phủ lên bề mặt chảo để chống dính. Chảo làm từ gang trần hoặc thép cacbon cũng có thể đạt được đặc tính chống dính thông qua việc nêm gia vị và sử dụng.

## Các biến thể

### Chống dính
Quy trình kết dính Teflon với nhôm nhám về mặt hóa học đã được Marc Gregoire cấp bằng sáng chế tại Pháp vào năm 1954. Năm 1956, ông thành lập công ty tiếp thị dụng cụ nấu ăn chống dính với thương hiệu "Tefal". Độ bền của các lớp phủ đầu tiên ban đầu rất kém, nhưng những cải tiến trong sản xuất đã khiến những sản phẩm này trở thành tiêu chuẩn. Bề mặt không cứng như kim loại và việc sử dụng các đồ dùng bằng kim loại (ví dụ như dao trộn) có thể làm lớp phủ bị hỏng vĩnh viễn và làm suy giảm tính chất chống dính của nó.
Đối với một số chế phẩm nấu ăn, chảo chống dính không phù hợp, đặc biệt là để tẩy dầu mỡ, cặn màu nâu sẽ được kết hợp trong bước sau, chẳng hạn như sốt chảo. Vì ít hoặc không có cặn có thể bám trên bề mặt, nước sốt sẽ không ngon nếu thiếu chất tạo hương vị chính.
Chảo chống dính có lớp phủ Teflon có thể tạo ra khói độc hại, do lớp phủ phân hủy khi đun nóng quá mức 240 °C (464 °F). Nhiệt độ như vậy có thể đạt được trong vòng vài phút trên các dải khí đốt hoặc điện sử dụng nhiệt cao.

### Điện

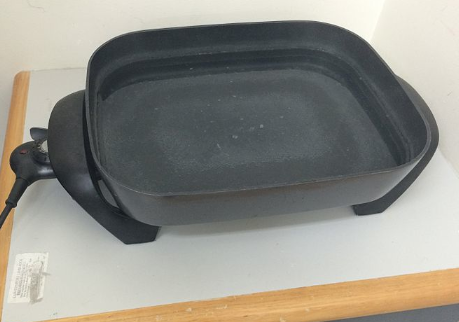
Chảo điện

Chảo điện kết hợp bộ phận làm nóng bằng điện vào chính chảo rán và do đó có thể hoạt động độc lập với bếp nấu. Theo đó, nó có chân cách nhiệt để đứng trên mặt bàn. (Chân thường gắn vào tay cầm.) Chảo điện thường có hình dạng khác với chảo rán 'không có điện', đặc biệt là hình vuông và hình chữ nhật. Hầu hết đều được thiết kế với các mặt thẳng hơn so với những cái chảo cùng loại và có nắp đậy. Theo cách này, chúng là sự giao thoa giữa chảo rán và chảo áp chảo.
Chảo điện hiện đại có một lợi thế: điều chỉnh nhiệt. Dây nguồn có thể tháo rời tích hợp bộ điều chỉnh nhiệt để duy trì nhiệt độ mong muốn.
Với khả năng kiểm soát nhiệt độ hoàn hảo, chảo điện đã trở thành một thiết bị nhà bếp được ưa chuộng. Mặc dù nó đã được thay thế phần lớn bởi lò vi sóng, nhưng nó vẫn được nhiều nhà bếp sử dụng.